# Edmond Mulet
Pour les articles homonymes, voir Mulet (homonymie).
Edmond Mulet (né le 13 mars 1951 à Guatemala) est un homme politique et diplomate guatémaltèque.
Ambassadeur du Guatemala dans plusieurs pays, il rejoint ensuite le secrétariat général des Nations unies. Il est le représentant spécial du secrétaire général de l'Organisation des Nations unies (ONU) et chef de la Mission des Nations unies pour la stabilisation en Haïti (MINUSTAH) à Haïti une première fois entre juin 2006 et août 2007 et de nouveau de mars 2010 à mai 2011.
Il est membre du Congrès guatémaltèque pendant 12 ans et se présente en tant que candidat présidentiel en 2019 (11,3 % des voix au premier tour) et en 2023 (8,9 %).

## Biographie
Après une scolarité dans la ville de Guatemala, Edmond Mulet poursuit des études supérieures à Montréal, à New York et à Berne. Il étudie également le droit et les sciences sociales à l'Université Mariano Gálvez du Guatemala. Il est avocat et notaire. Il est marié et père de deux fils. Il parle couramment l'espagnol, l'anglais et le français.
Au cours des années 1980, il a eu des démêlés avec la justice, qui l'a accusé d'appartenir à un réseau d'adoption illégal qui facilitait le départ de bébés du pays, en les faisant passer pour des touristes. En 1981, il a été arrêté pour cela.
Élu une première fois au Congrès guatémaltèque en 1982, il est candidat deux ans plus tard aux élections pour l'Assemblée nationale constituante. En 1986, il retrouve son siège de député avant d'être réélu en 1990. Comme membre du Congrès, il participe au processus de paix centraméricain qui aboutit aux accords de paix d'Esquipulas, ainsi qu'aux négociations de paix au Guatemala. Il est, en outre, membre de la commission réunissant le Guatemala et le Bélize destinée à résoudre les litiges existants entre les deux pays.
En 1992, il est élu président du Congrès guatémaltèque.
En 1993, il est nommé ambassadeur aux États-Unis, poste dont il démissionne peu de temps après à la suite de l'auto-coup d'État du président Jorge Serrano Elías. Après la restauration de la démocratie, Edmond Mulet reprend ses fonctions jusqu'en 1996.
Il devient par la suite ambassadeur du Guatemala auprès de l'Union européenne, du royaume de Belgique et du grand-duché de Luxembourg où il représente son pays dans les négociations préparatoires pour les accords de libre-échange entre l'Amérique latine et les Caraïbes et l'Union européenne.
De juin 2006 à août 2007, il remplit une première fois les fonctions de représentant spécial du secrétaire général de l'Organisation des Nations unies (ONU) et chef de la Mission des Nations unies pour la stabilisation en Haïti (MINUSTAH).
Le 27 juillet 2007, le secrétaire général de l'ONU, Ban Ki-moon, annonce la nomination de Mulet comme sous-secrétaire général aux opérations de maintien de la paix, à compter du 1er septembre suivant.
Le 31 mars 2010, Mulet est de nouveau nommé par Ban Ki-moon comme son représentant spécial et chef de la MINUSTAH. Il succède alors au Tunisien Hédi Annabi qui vient de périr lors du séisme d'Haïti survenu en janvier 2010. En mai 2011, il est remplacé par le Chilien Mariano Fernández.
Le 27 novembre 2015, Edmond Mulet est nommé au poste de chef de cabinet du secrétaire général de l’organisation des Nations unies Ban Ki-moon.
En avril 2017, il est nommé à la tête du mécanisme d'enquête conjoint de l’Organisation pour l’interdiction des armes chimiques (OIAC) et de l’ONU sur les armes chimiques en Syrie.
Il est candidat à l'élection présidentielle de 2019. Se définissant comme centriste, il s'oppose à la légalisation du mariage pour les couples homosexuels et au droit à l'avortement. Il arrive en troisième position du premier tour, avec 11,28 % des voix exprimées.
Il est à nouveau candidat à la présidence à l'occasion de l'élection présidentielle de 2023. Avec 8,9 % des suffrages exprimés, il arrive en cinquième position.